# William Allan
William Allan, nascut l'any 1782 a Edimburg i mort el 23 de febrer de 1850 fou un pintor escocès. Va ser president de la Royal Scottish Academy.
Va estudiar al Edinburgh College of Art sota la tutela de John Graham i amb David Wilkie, John Burnet i Alexander George Fraser. Va marxar a continuació a Londres, on va estudiar a la Royal Academy. Exposa la seva primera pintura l'any 1803. Va anar a continuació a Rússia el 1805, però aturat a Klaipėda, va marxar a continuació cap a Sant Petersburg. Va trobar allà a Alexander Crichton. Va passar diversos anys a Rússia, però també a Ucraïna, amb algunes excursions a Turquia i a Tartària. Va pintar el 1809 Russian Peasants keeping their Holiday. Va tornar a Edimburg el 1814.
Va marxar a continuació a Roma, a continuació a Nàpols, a Constantinople, a Àsia Menor i a Grècia. Va tornar a Edimburg el 1830. El 1834 va visitar Espanya i el Marroc. El 1838, esdevingué president de la Royal Scottish Academy. El 1841 i el 1844 va tornar a Sant Petersburg. El 1847 va visitar França i l'Alemanya.

## Obres
- Russian Peasants keeping their Holiday (1809)
- Bashkirs (1814, Musée de l'Ermitage)
- Frontier Guard (1814, Musée de l'Ermitage)
- The Sale of Circassian Captives to a Turkish Bashaw (1816)
- Tartar Robbers dividing Spoil (1817, Tate Britain)
- John Knox admonishing Mary, Queen of Scots (1823)
- The Regent Murray shot by Hamilton of Bothwellhaugh (1825, Abbaye de Woburn)
- The Black Dwarf (1827, National Gallery of Scotland)
- Lord Byron in a Turkish Fisherman's House after swimming across the Hellespont (1831)
- Le Meurtre de David Rizzio (1833, National Gallery of Scotland)
- Slave Market (1838, National Gallery of Scotland)
- The Signing of the National Covenant in Greyfriars Kirkyard (Edinburgh City Arts Centre)
- The Recovery of the stolen Child (1841, Aberdeen, Galerie d'art)
- Battle of Prestonpans (1842, Collection privée)
- Peter the Great teaching his Subjects the Art of Shipbuilding (1845, Perdu)
- Waterloo, June 18, 1815' (1843, Apsley House)
- The Duke of Wellington - en route to Quatre Bras (1844, Collection privée)
- The Battle of Waterloo (1845, Académie royale militaire de Sandhurst)
- Battle of Bannockburn (National Gallery of Scotland, prêté au Monument William Wallace, Stirling)
- Heroism and Humanity (Robert the Bruce with soldiers) (1840, Kelvingrove Art Gallery and Museum)